# Kauvanjärvi
Kauvanjärvi är en sjö i Finland. Den ligger i kommunen Kuopio i landskapet Norra Savolax, i den centrala delen av landet, 300 km norr om huvudstaden Helsingfors. Kauvanjärvi ligger 95,2 meter över havet. I omgivningarna runt Kauvanjärvi växer i huvudsak blandskog. Den är 5,5 meter djup. Arean är 39,7 hektar och strandlinjen är 4,65 kilometer lång. Sjön  ingår i Vuoksens huvudavrinningsområde. 